# استروم تورموند
استروم ثورموند (به انگلیسی: Strom Thurmond) سناتور سابق عضو حزب دموکرات ایالات متحده آمریکا بود. وی در سال ۱۹۵۴ تا ۲۰۰۳ میلادی سناتور ایالت کارولینای جنوبی در سنای ایالات متحده آمریکا بود. او تنها عضو هر یک از مجالس کنگره است که در سن بالاتر از صد سالگی در کنگره عضویت داشته است. او در بین جمهوریخواهان طولانی‌ترین دورهٔ عضویت را در تاریخ کنگرهٔ آمریکا داشته است.
او با ۲۴ ساعت و ۱۸ دقیقه سخنرانی بی‌وقفه در مجلس سنا، رکوردار اطاله بررسی در آن مجلس است.